# Arthur Numan
Arthur Numan (Heemskerk, Nizozemska, 14. prosinca 1969.) je bivši nizozemski nogometaš i nacionalni reprezentativac. Završetkom igračke karijere, Numan je kratko bio izbornik Nizozemske B reprezentacije i skaut Aston Ville dok danas radi kao skaut AZ Alkmaara.

## Karijera

### Klupska karijera
Numan je rođen u Heemskerku na sjeveru Nizozemske a karijeru je započeo u amaterskom klubu SV Beverwijku. Profesionalni nogomet je počeo igrati za Haarlem u kojem je debitirao 26. ožujka 1988. Izvorno je bio na napadačkoj poziciji, međutim njegov tadašnji trener Dick Advocaat ga je preselio u obranu na mjesto lijevog beka.
Završetkom sezone 1990./91. Numan potpisuje za FC Twente za koji je iako obrambeni, zabio sedam golova. Odličnim igrama zaslužio je kapetansku traku u klubu i nizozemskoj U21 reprezentaciji.
Igračeva karijera dolazi do izražaja nakon što je 1992. otišao u PSV Eindhoven. U klubu je proveo šest godina te je s njime osvojio Eredivisie te više nacionalnih kupova i Superkupova.
U svibnju 1998. igrač je prodan škotskom Glasgow Rangersu za 4,5 milijuna GBP. Međutim, Numanova karijera u Škotskoj je za razliku od domovine, bila obilježena ozljedama. Zanimljivo je da ga je u Rangersima trenirao Dick Advocaat (isto kao i u Haarlemu te PSV-u) koji je strpljivo čekao igračev povratak na teren. Nakon saniranja ozljede, Numan je vraćen u igru te je s klubom pod Advocaatovim vodstvom osvojio dva škotska prvenstva i tri nacionalna kupa.
Zbog dobrih igara, Arthur Numan je postao zamjenikom kapetana Lorenza Amorusa dok je u igri odlično surađivao s njemačkim lijevim krilom Jorgom Albertzom.
Zbog međusobnog neslaganja oko novog ugovora, klub je završetkom sezone 2002./03. odbio produžiti suradnju s igračem. Naime, Numan je pristao na smanjenje plaće ali je vodstvo Rangersa odlučilo smanjiti igračeve prihode više od njegovih očekivanja. Nedugo nakon toga, Arthur je najavio odlazak u igračku mirovinu. Tada je odbio ponudu španjolskog Villarreala ili mogućnost nastavka karijere u Nizozemskoj.

### Reprezentativna karijera
U seniorskoj reprezentaciji, Arthur Numan je debitirao 14. listopada 1992. u kvalifikacijskoj utakmici protiv Poljske za SP u SAD-u 1994.
Numan je s Nizozemskom nastupio na dva svjetska (SAD 1994. i Francuska 1998.) te dva europska prvenstva (Engleska 1996. i Belgija / Nizozemska 2000.)
Tijekom kvalifikacijskog ciklusa za SP u Francuskoj, Numan je bio kapetan reprezentacije te je odigrao većinu kvalifikacijskih utakmica. Na samom Mundijalu je igrao u sve tri utakmice skupine te četvrtfinalu protiv Argentine. Tamo je isključen nakon drugog žutog kartona na Diegu Simeoneu. Zbog toga nije bio u sastavu ključne polufinalne utakmice protiv kasnijeg viceprvaka Brazila. U borbi za treće mjesto, Numan je s reprezentacijom izgubio od Hrvatske.
EURO 2000. na kojem je Nizozemska bila jedan od domaćina, bio je posljednji veći turnir na kojem je Numan nastupio u dresu Oranja. Tada su mu na poziciji lijevog beka počeli konkurirati Giovanni van Bronckhorst i Winston Bogarde.
S reprezentacijom je igrao i u kvalifikacijama za SP u Južnoj Koreji i Japanu. Tada se ključnim pokazao poraz od Irske u Dublinu (1:0) krajem 2001. Nizozemska se u konačnici nije kvalifikacirala na sam Mundijal dok je Arthur Numan posljednju utakmicu u dresu reprezentacije odigrao 19. svibnja 2002. u prijateljskom susretu protiv SAD-a koju su Oranje dobile u gostima s 2:0.

### Trenerska karijera
Prvi Numanov trenerski angažman bio je u Nizozemskoj B reprezentaciji krajem 2008. Nakon toga, sredinom 2011. potpisuje jednogodišnji ugovor s Aston Villom kao skaut kluba za nizozemsko područje. Danas taj isti posao radi za AZ Alkmaar.

## Osvojeni trofeji

### Klupski trofeji
| Klub            | Trofej               | Sezona / godina |
| Nizozemska      | Nizozemska           | Nizozemska      |
| --------------- | -------------------- | --------------- |
| PSV Eindhoven   | Nizozemski Superkup  | 1992.           |
| PSV Eindhoven   | Nizozemski kup       | 1996.           |
| PSV Eindhoven   | Nizozemski Superkup  | 1996.           |
| PSV Eindhoven   | Nizozemsko prvenstvo | 1996./97.       |
| PSV Eindhoven   | Nizozemski Superkup  | 1997.           |
| PSV Eindhoven   | Nizozemski Superkup  | 1998.           |
| Škotska         |                      |                 |
| Glasgow Rangers | Škotsko prvenstvo    | 1998./99.       |
| Glasgow Rangers | Škotski kup          | 1999.           |
| Glasgow Rangers | Škotski Ligakup      | 1999.           |
| Glasgow Rangers | Škotsko prvenstvo    | 1999./00.       |
| Glasgow Rangers | Škotski kup          | 2000.           |
| Glasgow Rangers | Škotski kup          | 2002.           |
| Glasgow Rangers | Škotski Ligakup      | 2002.           |
| Glasgow Rangers | Škotsko prvenstvo    | 2002./03.       |
| Glasgow Rangers | Škotski kup          | 2003.           |
| Glasgow Rangers | Škotski Ligakup      | 2003.           |

## Vanjske poveznice
- Statistika igrača na Soccerbase.com
- Profil i statistika igrača na Wereld van Oranje.nl  Arhivirana inačica izvorne stranice od 3. ožujka 2016. (Wayback Machine)